# 羅馬書
《羅馬書》（希臘語：ΠΡΟΣ ΡΩΜΑΙΟΥΣ），全稱《使徒保羅達羅馬人書》、《聖保祿宗徒致羅馬人書》、《保羅與羅馬人書》、《保羅寄羅馬人書》，意思是《保羅致羅馬城基督徒的書信》。是由保羅（或稱保祿）寫給當時在羅馬城的基督教會的一卷書信，这本书在基督教传统排序中为《新约圣经》第6本书，但一般認為這並非聖保祿的第一卷書信。內容集合他對基督教信仰，尤其在罪及救恩等問題的獨特見解及價值觀，對後世的基督教神学研究有一定的影響。
《羅馬書》的主題：神的福音──將罪人作成神的兒子，構成基督的身體，顯為在地方上的教會。

## 关于收信人
收信人是罗马的基督徒会众，羅馬會衆的成立过程是这样的：
最遲在龐培於公元前63年攻佔耶路撒冷時，羅馬已有一個頗具規模的猶太人社區。《使徒行傳》第2章第10节提及公元33年的五旬節，有些來自羅馬的猶太人在耶路撒冷聽見好消息。這些歸向基督教的僑居者繼續留在耶路撒冷向使徒們學習，後來那些來自羅馬的猶太人無疑返回當地；也有些人可能在耶路撒冷爆發大迫害的時候回到羅馬去。此外，當時的人頗常出門外遊，這可以解釋何以保羅與羅馬會衆裏這麽多人熟稔，有些可能是當保羅在希臘或亞洲地區傳道時獲聞福音的。
關於羅馬會衆的可靠資料，最先見於保羅的這封信裏。從信中可以清楚見到這群會衆是由猶太籍及非猶太籍的基督徒組成的，他們的熱心確實值得稱讚。保羅告訴他們説：“你們的信德傳遍了天下，”“你們的順服已經傳於衆人。”
據蘇埃托尼烏斯寫於第二世紀的著作透露，在克勞狄統治期間（公元41–54年），猶太人被逐離羅馬，但後來卻得以返回該城，正如亞居拉與百基拉在羅馬出現一事所表明一般。這對猶太籍夫婦在克勞狄頒布驅逐令之時離開羅馬前往哥林多，在那裏遇到保羅。後來保羅致信給羅馬會衆的時候，他們已經返回該城了。

## 写作时间和地点
羅馬書可能寫於哥林多或靠近堅革哩。堅革哩的非比（罗马书16:1）、愛琴海港口哥林多、遠往羅馬，哥林多的該猶這時接待使徒保罗在此寫作，以拉都是哥林多這城的管家（提摩太後書4:20）。
書信中並未提到精確時間，但顯然是寫於為耶路撒冷已有的聚會收集款項，保羅“往耶路撒冷去供應聖徒”，在他第二次去希臘旅行的末尾，度過冬天，先於他上次（公元58年）訪問該城。）
聖經評論家一致同意這封書信很可能是在希臘的哥林多寫成的。保羅在第三次海外傳道旅行結束前曾探訪該地幾個月。書中的內在證據也顯示寫作地點是哥林多。保羅在當地會衆的成員該猶家中，請一位名叫德丟的人協助代筆寫成這封信，德丟也在這封書信的結尾親筆問候羅馬的聖徒。保羅並在信中推薦非比；她是哥林多附近的港口城市堅革哩的會眾中一位基督徒，可能是她把這封信帶往羅馬的。保羅在羅馬書15:23寫道：“在這裏再沒有可傳的地方，”並在接着的經文中表示他打算把海外傳道工作向西擴展到西班牙。第三次海外傳道旅程行將結束之際，即公元56年年初，他大可以這樣説。

## 可靠性和地位
這封書信是真確的。正如書信開頭的引言所説：“耶穌基督的僕人保羅，奉召為使徒，⋯⋯寫信給你們在羅馬、為上帝所愛、奉召作聖徒的衆人。”（羅马书1章1-7节）
在證實基督教希臘文聖經記載的外間文獻記錄當中，支持羅馬書記載的文獻是最早為人發現的之一。彼得在他所寫的第一封信裏採用了許多與羅馬書類似的詞語（這本書很可能是在羅馬書之後大約六至八年寫成的），故此許多學者認為當時他必然已閲讀過羅馬書的抄本。
很多早期的圣经学者认为保羅執筆寫成羅馬書。羅馬的革利免，士每拿的坡旅甲以及安條克的依納爵均曾引證此書的經文而視之為保羅的書信。這些學者都是第一世紀末至第二世紀初的人。
羅馬書跟保羅的另外八封書信一併在稱為切斯特·貝蒂紙莎草紙抄本第2號(第46页)中被人發現。凱尼恩爵士論及這份早期抄本説：“我們在此擁有一部近乎完整的保羅書信的手抄本，這部抄本看來寫成於第三世紀初左右。”切斯特·貝蒂希臘文聖經紙莎草紙抄本的年代比著名的西奈抄本及梵蒂岡抄本第1209號更早， 這兩部抄本都是公元第四世紀的製品。這些抄本也含有羅馬書。
它在381年的第一次君士坦丁堡公會議被列入聖經新約正典，是屬於《新約聖經》裡保羅書信，且是七封完全沒有爭議保羅是作者的其中一封。

## 写作背景
保羅，一個以前强暴地迫害猶太籍基督徒的人，成為基督手下奉派前往非猶太諸國傳道的熱心使徒。自羅馬書起，一連14本聖經書都是由這位一度是法利賽人的忠僕在聖靈感示之下寫成的。在執筆寫羅馬書時，保羅已完成了兩次漫長的傳道旅程，並且正在作第三次傳道旅行。他已經寫了另外五本書信：帖撒羅尼迦前、加拉太書及哥林多前、後書。

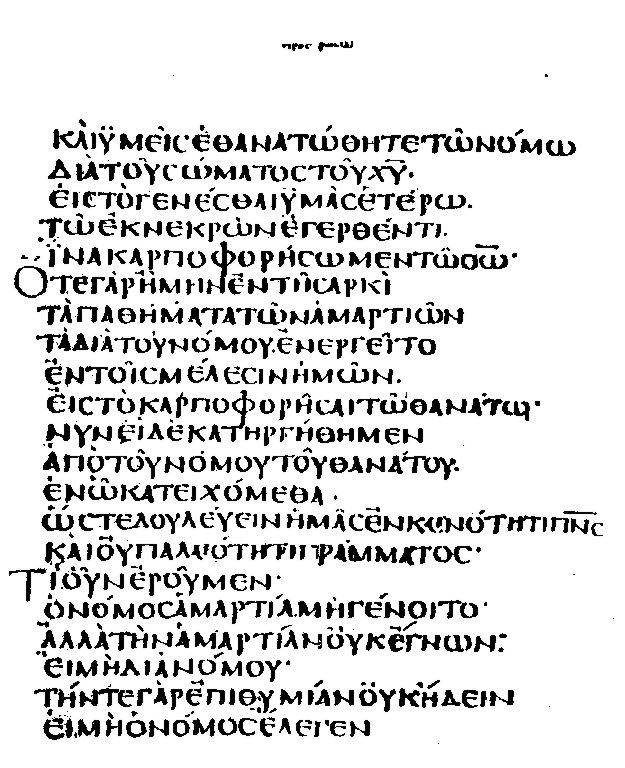
《羅馬書》希臘文的克拉路蒙抄本第7章4-7節節錄

## 主要内容
羅馬書堪稱為基督教希臘文聖經中最雄渾有力的書之一，書中的論據十分确凿，而且大量援引希伯來文聖經的經文作為佐證。保羅用優雅的言辭討論第一世紀的基督徒會衆由於包括猶太人和希臘人而引起的難題。 
猶太人因為是亞伯拉罕的後裔便可享有優先權嗎？成熟的基督徒明白人無須再遵守摩西的律法，但他們有權絆跌那些較軟弱而繼續謹守古代習俗的猶太籍弟兄嗎？在信中，保羅肯確地表明猶太人和非猶太人在上帝面前都是平等的，人不能靠謹守摩西律法，而是要對耶穌基督懷具信心，並且依靠上帝所賜的非配得仁慈，才能稱義。同時，既然基督徒處於各種權威之下，上帝也要求他們向這些權威表現適當的順服。

### 上帝对犹太人和希腊人一视同仁
（覆盖罗马书1章1节至2章29节的内容）保罗在上帝感示之下开宗明义地表明自己奉基督所召作使徒，在万国中教人“信服真道”。他表示自己切望与罗马的圣徒见面，使大家可以“互相鼓励”（《现代圣经译本》），并且向他们宣扬好消息。“这福音本是上帝的大能，要救一切相信的。”正如经上早已载明章“义人必因信得生。”他指出犹太人和希腊人本应同受上帝的震怒。人的不敬虔行为是无可宽恕的，因为“创世以来，上帝的隐形特质⋯⋯是显而易见的。”但列国的人却愚妄地奉受造之物为神。然而，犹太人不应当苛刻地论断列国的人，因为他们自己也罪孽深重。既然上帝是大公无私的，祂必定会按着各人的行为审判这两批人。决定的因素不在乎人是否受过肉身的割礼，“唯有里面作的，才是真犹太人；真割礼也是心里的。”

### 因信称义
（覆盖罗马书3章1节至4章25节的内容）保罗指出，“这样説来，犹太人有什麼长处？”上帝的圣言交托给他们，这本是极好的事。可是“犹太人和希腊人都在罪恶之下”，在上帝眼中，没有“义”人。信中在七处地方援引希伯来文圣经去支持这个论点。律法显明人是有罪的，故此，“没有一个因行律法能在上帝面前称义。”但由於上帝的非配得仁慈及赎价所带来的释放，犹太人和希腊人“称义是因着信，不在乎遵行律法”。保罗引用亚伯拉罕的例子去支持这个论点。亚伯拉罕算为义并非有赖於行为或接受割礼，而是由於他表现杰出的信心。因此亚伯拉罕不单成为犹太人的父，更成为“一切⋯⋯信之人的父”。

### 不再作罪的奴隶，而是通过基督作义的僕人
（覆盖罗马书5章1节至6章23节的内容）保罗指出，罪是从一人亚当入了世界，罪又带来了死亡，“於是死就临到衆人，因为衆人都犯了罪。”（罗马书5章12节）从亚当到摩西，死一直作王。上帝通过摩西赐下律法时，罪就更为彰显，死也继续作王。但现在上帝的丰配得仁慈显得更为丰盛；藉着基督的顺服，衆人就称义而可得永生。但这絶不是生活在罪里的藉口。受洗归入基督的人必须对罪死去。他们的旧品格已被钉死，但他们却对上帝活过来了。罪不再辖制他们，相反他们已成为义的奴隶，以至成圣。“因为罪的工价乃是死；唯有上帝的恩赐，在我们的主基督耶稣裡，乃是永生。”

### 对律法死去，但藉着圣灵与基督同活
（覆盖罗马书第7章1节至8章39节的内容）保罗以婚姻为喻，指出丈夫还活着，妻子是受丈夫约束的；但丈夫若死了，妻子便可以随意再嫁。保罗藉此表明基督如何凭着自己的牺牲使犹太籍的基督徒对律法死去，从而可以自由地归於基督，好叫他们结果子荣耀上帝。圣洁的律法使罪更为显明，而罪则带来了死亡。住在我们肉体内的罪跟我们的良善意愿交战。正如保罗説：“我所愿意的善，我反不做；我所不愿意的恶，我倒去做。”故此这恶“不是我做的，乃是住在我里头的罪做的”。
什麽能救人脱离这种痛苦的情况呢？上帝能够用祂的灵使属于基督的人活过来！他们蒙上帝收纳为儿子，得以称义而成为上帝的继承者，与基督同作继承者，并且大有荣耀。保罗对他们説：“上帝若帮助我们，谁能敌挡我们呢？谁能使我们与基督的爱隔絶呢？”谁也不能！他胜券在握地説：“靠着爱我们的主，在这一切的事上已经得胜有余了。因为我深信无论是死，是生，是天使，是掌权的，是有能的，是现在的事，是将来的事，是高处的，是低处的，是别的受造之物，都不能叫我们与上帝的爱隔絶；这爱是在我们的主基督耶稣里的。”

### “以色列”凭着信心和上帝的慈悲而得救
（覆盖罗马书9章1节至10章21节的内容）保罗对以色列同胞“大感悲哀”，但他看出血统上的以色列人并不是真“以色列人”，因为上帝有权随己意拣选任何人作祂的儿子。从上帝对待法老的方式及陶匠的比喻“看来，这不在乎那定意的，也不在乎那奔跑的，只在乎发怜悯的上帝”。（罗马书9章2节、6节及16节）他选召儿子“不但是从犹太人中，也是从外邦人中”，正如何西阿书在很久之前所预言一般。以色列人失败是因为“他们不凭着信心求，只凭着行为求”上帝的悦纳，也因为受“跌人的磐石”──基督──所绊跌。（罗马书9章24节、32-33节）他们“向上帝有热心”，但不是“按着真知识”。对表现信心、追求公义的人来説，律法的总结就是基督。人要得救就必须公开宣认“耶稣为主”，相信“上帝叫他从死里复活”。（罗马书10:2-9）上帝差派传道员使万国的人能够听见，怀具信心，求告主耶稣的名而得救。

### 橄榄树的比喻
（覆盖罗马书11章1至36节内容）保罗提出了一个橄榄树的比喻。由於上帝表现非配得的仁慈，祂拣选了一群肉体上的犹太余民，但因大部分犹太人都失足跌倒，“救恩便临到外邦人”。（罗马书11:11）保罗用橄榄树作比喻，表明血统上的以色列人由於缺乏信心，所以非犹太人得以接种在树上。然而，非犹太人也不应因以色列人被弃而沾沾自喜，因为上帝既然不顾惜那不忠的原来枝子，祂也不会顾惜从外邦接种在树上的野橄榄枝子。

### 更新头脑；较高的权威
（覆盖罗马书12章1节至13章14节）保罗劝勉人要把身体当作活祭献给上帝。不要效法这个世界，只要心意更新而变化，察验何为上帝的善良、纯全、可喜悦的旨意，切勿自高自大。像人体一样，基督的身体有许多肢体，各有不同的功能，但都合作无间地各展所长。不可以恶报恶。要听由主施行报应。要“以善胜恶”。
要顺服较高的权威，这乃是上帝的安排。要继续行善，除了以爱互为亏欠之外，不要欠人任何东西。得救的时候近了，故要脱去暗昧的行为，带上光明的兵器。要规规矩矩地行事，不可随从肉体的欲望。

### 不可论断人，而是要一视同仁地加以接纳
（覆盖罗马书第14章1節至15章33节）保罗指出要包容那些由于在信心上有弱点而不吃某些食物或仍守某些节期的人。不可论断你的弟兄，也不可在吃肉喝酒、方面叫弟兄失足跌倒，因为上帝必审判各人。务要追求和睦与彼此造就的事，乐于包容别人的弱点。
他继续写道：“从前所写的圣经都是为教训我们写的。”他接着引用另四节希伯来文圣经的经文，提出确凿的证据，表明上帝所感示的先知在许久以前已预言到，上帝的应许终必扩大到把非犹太的列国包括在内。“所以”，保罗劝勉説：“你们要彼此接纳，如同基督接纳你们一样，使荣耀归与上帝。”（罗马书15章7节）保罗深深体会上帝对他所表现的非配得仁慈，派他为外邦人作基督耶稣的仆役，作上帝福音的祭司，叫所献上的外邦人，因着圣灵成为圣洁，可蒙悦纳。他随时留意开发新地区，而非“建造在别人的根基上”。他的任务尚未完成，因为他计划把捐款带到耶路撒冷之后便远赴西班牙展开一项甚至规模更大的传道运动，并在路过罗马时把基督丰盛的恩典带来以造益当地的属灵弟兄。

### 结束的问候语
（覆盖羅馬書第16章1至27节）保罗向罗马会衆的26位成员指名致候，也向其他人问安。他劝勉他们要留意躲避那些造成分裂的人，“在好事上有智慧，在恶事上却天真无邪”。愿荣耀借耶稣基督归于上帝，直到永远，阿们！

## 基督新教觀點

### 相信上帝和祂的作為
羅馬書提出合乎邏輯的理由使人相信上帝，指出“自從造天地以來，上帝的永能和神性是明明可知的，雖是眼不能見，但藉着所造之物就可以曉得。”不但如此，它也顯揚上帝的公義，同時闡明祂偉大的慈悲和非配得仁慈。它以橄欖樹的美妙比喻解釋這件事。比喻中原本的枝子被折下，野橄欖的枝子被接上。想到上帝的嚴厲和仁慈，保羅感嘆説：“深哉，上帝豐富的智慧和知識！祂的判斷何其難測！祂的蹤迹何其難尋！”
羅馬書談及這個問題時解釋上帝的神聖秘密的進一步發展。在基督徒會衆裏不再有猶太人和外邦人的分别了，相反，萬國的人都可以藉着耶穌基督分享耶和華的分配得仁慈。「上帝是不偏待人的。」「唯有裏面作的，才是真猶太人；真割禮也是心裏的，在乎靈，不在乎儀文。」“猶太人和希臘人並沒有分别，因為衆人同有一位主；祂也厚待一切求告祂的人。”人人都憑着信心，不是憑着行為，得以被算為義。

### 應付難題和做見証
罗马书含有很多切合實際的勸告。既然今日基督徒生活在一個不認識上帝的世界裏，需要面對類似的難題，這些勸告對他們也同樣有益。羅馬書勸勉基督徒要“與衆人”──包括會衆以外的人──保持“和睦”。人人都必須“順服較高的權威”，因為這乃是上帝的安排，目的是要叫行惡的人而非奉公守法的人有所畏懼。基督徒奉公守法、順服權威，但不是僅因為害怕受罰，而是為了基督徒的良心的緣故。因此他們會納該納的税，付該付的帳，履行當負的義務而絶不欠人什麼，唯獨以“彼此相愛”為當負的債。愛就完全了律法。
保羅强調公開作見證一事。人雖以心相信而成義，卻以口作公開宣布而得救。“凡求告主名的，就必得救。”這件事若要成就，就必須有傳道者出去“報福音、傳喜信”。若基督徒置身於這些傳道者之列，一同把聲音“傳到地極”，就快樂了！若要為傳道工作作妥準備，就應當努力像保羅一樣熟悉上帝所感示的聖經；例如在以上一段話（羅馬書10:11-21）裏，他曾再三引用希伯來文聖經的經文。他有充分理由説：“從前所寫的聖經都是為教訓我們寫的，叫我們因聖經所生的忍耐和安慰可以得着盼望。”（羅馬書15:4）

### 關于信徒關係
羅馬書就基督徒會衆內彼此的關係提出了切合實際的優良勸告。不論基督徒來自什麽國家、種族或社會背景，他們都必須決心更新頭腦，按照上帝那“善良、純全、可喜悦的旨意”對祂作神聖的服務。保羅在羅馬書12:3-16所下的訓示實用而且合理。他提出極優良的勸勉，幫助人在基督徒會衆中對所有人表現熱心、謙卑和温厚的感情。在最後幾章，保羅提出嚴肅的勸戒叫人留意及避開那些造成分裂的人，但是他也談及從會衆中的清潔交往獲得共同的喜樂和暢快。
身為基督徒必須繼續留意彼此間的關係。“因為上帝的國不在乎吃喝，只在乎公義、和平，並聖靈中的喜樂。”（羅馬書14:17）這裏所説的公義、和平與喜樂特别屬於那些“和基督同作後嗣”，將來在屬天的王國裏“一同得榮耀”的人。請注意，羅馬書也指出上帝在伊甸園裏所作的應許會進一步實現，説：“賜平安的上帝快要將撒但踐踏在你們腳下。”基督徒既相信這些偉大的真理，就應當繼續充滿喜樂、和平及盼望。決心與王國的種子一同得勝，因為相信聖經的人確信沒有任何事，無論是天上的抑或地上的，還是“别的受造之物，都不能叫我們與上帝的愛隔絶；這愛是在我們的主基督耶穌裏的。”

### 阅读圣经
- 羅馬書 （页面存档备份，存于）
- 罗马书 （页面存档备份，存于）
- Early Christian Writings （页面存档备份，存于）: 羅馬書
- 羅馬書(恢復本) （页面存档备份，存于）
- 羅馬書（選段）” （页面存档备份，存于）
- 基督教文藝出版社藏書 （页面存档备份，存于）香港浸會大學圖書館 華人基督教文獻保存計劃
- 思高聖經學會藏書 （页面存档备份，存于）香港浸會大學圖書館 華人基督教文獻保存計劃